# Esma Sultan (dcera Abdulhamida I.)
Esma Sultan (17. července 1778 – 4. června 1848) byla osmanská princezna. Byla dcerou sultána Abdulhamida I. a sestra sultánů Mustafy IV. a Mahmuda II. Stala se také adoptivní matkou Bezmialem Sultan a Rahime Perestu Sultan.

## Biografie
Narodila se v roce 1778 v době, když již její otec vládl. Její matkou byla konkubína Sineperver, čtvrtá manželka sultána. Její bratr Mustafa se narodil rok po ní a Mahmud v roce 1785. Po smrti jejího otce, když bylo jejímu bratrovi Mustafovi teprve 10 let se stal sultánem její bratranec Selim III.
Esma Sultan se provdala v roce 1792, když jí bylo pouhých 14 let za kapitána Küçüka Hüseyina Pašu, který byl blízkým přítelem Selima III. Díky vysokému postavení svého manžela měla důležitý vliv na osmanskou politiku. Vlastnila palác v Divanyolu, malou residenci v Çamlıca, Maçka a Eyüp a panství na nábřeží v Kuruçeşme v Bosporu. Její manžel zemřel v roce 1803, když jí bylo 25 let. Znovu se už nikdy neprovdala.
V roce 1807 se vzbouřili janičáři, sesadili z trůnu, uvěznili a později zabili sultána Selima III. Na trůn nechali nastoupit jejího bratra Mustafu. O rok později ho však janičáři také sesadili z trůnu a sultánem se stal její druhý bratr Mahmud, kterého chtěli nechat popravit, ale nepodařilo se. Ten nechal Mustafu zabít a posledním možným nástupcem na trůn se stal jeho syn, pozdější sultán Osman I.
Esma Sultan měla velký vliv na svého bratra Mahmuda během celé jeho vlády, která trvala 31 let. Zemřel 29. června 1839 v jejím paláci v Çamlıce. Esma se velmi zajímala o britskou kulturu; nechala si palác vybavit podle západních zvyklostí, všechen osmanský nábytek nechala sklidit do skladovací místnosti. Po její smrti byl všechen tento nábytek vrácen zpět a ten britský se uschoval ve skladu.
Zemřela v roce 1848 a je pohřbena vedle svého bratra v mauzoleu na ulici Divanyolu, nedaleko Istanbulu.